# Sofiane Diop
Sofiane Diop (* 9. Juni 2000 in Tours) ist ein französischer Fußballspieler. Der offensive Mittelfeldspieler steht beim OGC Nizza unter Vertrag.

## Karriere

### Verein
Diop begann seine Karriere im Jahr 2006 beim FC Tours. 2014 wechselte er zum US Chambray, 2015 zu Stade Rennes und im August 2018 zur AS Monaco. Sein Debüt für die Profimannschaft gab er im August 2018 gegen den FC Nantes in der Ligue 1. Sein Vertrag bei AS Monaco läuft bis 2021. Die Spielzeit 2019/20 verbrachte Diop leihweise beim Zweitligisten FC Sochaux.
Im August 2022 wechselte der Franzose zum OGC Nizza.

### Nationalmannschaft
Diop absolvierte insgesamt zwölf Spiele für die französische U18-, U19- und U20-Nationalmannschaft. 2021 debütierte er für die U21.